# Rudolph Bakkers
Rudolph Bakkers (* 16. Juli 1894; † vermutlich im 20. Jahrhundert) war ein niederländischer Generalmajor der Königlich Niederländisch-Indischen Armee (Koninklijk Nederlandsch-Indisch Leger).

## Leben
Bakkers absolvierte nach dem Schulbesuch eine militärische Ausbildung und war bei der Koninklijk Nederlandsch-Indisch Leger (KNIL) in Niederländisch-Indien eingesetzt. Als Nachfolger von Oberst Tjalling Bakker wurde er 1935 Kommandeur des 6. Regiments der KNIL und erhielt dort seine Beförderung zum Oberstleutnant (Luitenant-kolonel) am 30. Juni 1937 sowie zum Oberst (Kolonel) 1940.
Am 13. Oktober 1941 löste Bakkers Generalmajor Hein ter Poorten als Chef des Stabes der Königlich Niederländisch-Indischen Armee ab. Nach dem japanischen Angriff auf Pearl Harbor am 7. Dezember 1941 erklärte die niederländische Exilregierung dem Kaiserreich Japan gemeinsam mit den USA, Großbritannien und weiteren Ländern den Krieg. Zwischen dem 16. Dezember 1941 und dem 8. März 1942 eroberte die japanische Armee ganz Niederländisch-Indien. Am 9. März 1942 erfolgte gegenüber den Angreifern auf der Insel Java die bedingungslose Kapitulation. Das Gebiet blieb bis zum Kriegsende 1945 in japanischer Hand.
Er selbst wurde am 19. Februar 1942 zum Generalmajor (Generaal-majoor) befördert und übte die Funktion als Chef des Stabes der KNIL bis zur Kapitulation am 9. März 1943 aus.